# Frância Ocidental
Na historiografia medieval, a Frância Ocidental (em latim: Francia occidentalis) ou o Reino dos Francos Ocidentais (em latim: Regnum Francorum occidentalium) era a parte ocidental do Império Carolíngio, habitada e governada pelos francos germânicos. Constitui a primeira fase do Reino da França, durando de cerca de 840 até 987. A Frância Ocidental foi formada fora da divisão do Império Carolíngio em 843 sob o Tratado de Verdun após a morte do Imperador Luís I, o Piedoso e a divisão leste-oeste que "gradualmente endureceu no estabelecimento de reinos separados (...) do que podemos começar a chamar de Alemanha e França". 
A Frância Ocidental estendeu-se mais ao sul do que a França moderna, mas não se estendia até o leste. No século X o domínio de seus reis foi muito reduzido e não incluía Lorena, Borgonha, Alsácia e Provença, bem como a Normandia, que foi dada aos normandos em troca de fim de assaltos. Na Bretanha e na Catalunha, a autoridade do rei franco-ocidental era apenas sentida. Os reis francos ocidentais eram eleitos pelos magnatas seculares e eclesiásticos e, durante o meio século entre 888 e 936, escolheram alternadamente as casas carolíngia e robertina.